# Arizona Junior
Pour plus de détails, voir Fiche technique et Distribution.
Arizona Junior (Raising Arizona) est un film américain réalisé par Joel Coen, sorti en 1987. C'est le second long métrage des frères Coen.
Il est présenté au festival de Cannes 1987.
Arizona Junior est classé 31ème de la liste AFI's 100 Years... 100 Laughs de l'American Film Institute.

## Synopsis
Herbert "Hi" McDunnough, petit délinquant récidiviste, fait la connaissance de l’agente de police Edwina "Ed" lors de ses arrestations successives à Tempe, Arizona. Après la rupture des fiançailles d’Ed, Hi la demande en mariage dès sa libération. Le couple s’installe dans une caravane dans le désert, et Hi trouve un emploi dans un atelier. Désireux d’avoir des enfants, ils découvrent qu’Ed est stérile et qu’ils ne peuvent pas adopter à cause du casier judiciaire de Hi.
Apprenant la naissance de quintuplés chez Nathan Arizona, un vendeur de meubles local, Hi et Ed décident d’enlever l’un des nourrissons, pensant qu’un de trop ne leur manquera pas. Ils s'introduisent dans la maison et prennent celui qu’ils croient être Nathan Jr. Peu après, deux anciens codétenus de Hi, Gale et Evelle Snoats, s’évadent et trouvent refuge chez le couple. Ils incitent Hi à reprendre ses activités criminelles. La nuit suivante, Hi rêve d’un motard monstrueux.
Le lendemain, Glen, le chef d’atelier de Hi, vient avec sa femme Dot et leurs enfants turbulents. Glen donne des conseils parentaux et finit par proposer de pratiquer l'échangisme, ce à quoi Hi répond  en le frappant. Plus tard, il commet un vol dans une supérette pour acheter des couches, et se fait poursuivre par la police.
Leonard Smalls, un chasseur de primes ressemblant trait pour trait au motard du cauchemar d'Hi, se présente à Nathan Arizona et propose de retrouver l’enfant contre une récompense. Sa proposition étant rejetée, il décide d’enlever l’enfant pour le vendre. Glen devine la vérité sur le bébé et menace de dénoncer Hi et Ed s’ils ne lui donnent pas l’enfant. Gale et Evelle, ayant tout entendu, kidnappent le bébé à leur tour.
Hi et Ed partent à sa recherche. Gale et Evelle s'attachent malgré eux à l’enfant, mais l’oublient à deux reprises lors de leurs braquages. Un colorant de sécurité explose dans leur sac de billets, les couvrant de teinture bleue. Pendant la confusion, Smalls s’empare du bébé et affronte. Hi et Ed pau après. Il bat violemment Hi, mais celui-ci parvient à dégoupiller une grenade accrochée au gilet de Smalls, le tuant.
Le couple ramène l’enfant chez les Arizona pendant la nuit, mais Nathan Sr. les surprend. Touché par leur situation, il décide de ne pas les dénoncer. Apprenant qu’ils envisagent de se séparer, il leur conseille de réfléchir.
Hi rêve ensuite de futurs possibles : Gale et Evelle retournent en prison, Glen est arrêté, Nathan Jr. devient footballeur au lycée, observé à distance par Hi et Ed. Son dernier rêve montre un couple âgé entouré de petits-enfants, laissant incertaine l’identité du couple : eux-mêmes ou une autre famille.

## Fiche technique
- Titre original : Raising Arizona
- Titre français : Arizona Junior
- Réalisation : Joel Coen, Ethan Coen (non crédité)[2]
- Scénario : Joel et Ethan Coen
- Musique : Carter Burwell
- Décors : Jane Musky
- Costumes : Richard Hornung
- Directeur de la photographie : Barry Sonnenfeld
- Montage : Michael R. Miller
- Producteur : Ethan Coen

Coproducteur : Mark Silverman
Producteur délégué : James Jacks
Producteur associé : Deborah Reinisch
- Société de production : Circle Films
- Société de distribution : 20th Century Fox
- Budget : 6 000 000 $ (estimation)
- Pays de production :  États-Unis
- Langue originale : anglais
- Genre : comédie satirique
- Durée : 94 minutes
- Dates de sortie[3] :
  - États-Unis : 6 mars 1987 (avant-première à New York)
  - États-Unis : 13 mars 1987
  - France : 11 mai 1987 (festival de Cannes)
  - France : 27 mai 1987

## Distribution
- Nicolas Cage (VF : Thierry Ragueneau) : Herbert I. « H. I. » McDunnough
- Holly Hunter (VF : Françoise Dasque) : Edwina McDunnough
- Trey Wilson (VF : Marc de Georgi) : Nathan Arizona Sr.
- John Goodman (VF : Jacques Ferrière) : Gale Snoats
- William Forsythe : Evelle Snoats
- Randall « Tex » Cobb (VF : Richard Darbois) : Leonard Smalls
- Sam McMurray (VF : Philippe Peythieu) : Glen
- Frances McDormand (VF : Martine Meiraghe) : Dot
- M. Emmet Walsh (VF : Jacques Dynam) : le collègue de H.I. à la machine

## Production

### Développement
Après leur polar noir Blood Simple, les frères Coen voulaient faire un film totalement à l'opposé, et s'inspirent du travail du réalisateur Preston Sturges et d'auteurs comme William Faulkner et Flannery O'Connor,,.

### Attribution des rôles
Treize bébés ont été nécessaires pour jouer les quintuplés Arizona. L'un d'entre eux, T.J. Kah, était déjà vedette de publicités.

### Tournage
Le tournage a duré treize semaines et a eu lieu dans plusieurs villes de l'Arizona : Phoenix, Carefree, Florence, Apache Junction, Scottsdale et Tempe.

## Bande originale
Bandes originales des films des frères Coen
Sang pour sang
(1987) Miller's Crossing
(1990)
La musique du film est composée par Carter Burwell. Elle est commercialisée en CD en 1987 avec des titres du film précédent des frères Coen, Sang pour sang.
Liste des titres
1. "Introduction – A Hole in the Ground" – (0:38)
2. "Way Out There (Main Title)" – (1:55)
3. "He Was Horrible" – (1:30)
4. "Just Business" – (1:17)
5. "The Letter" – (2:27)
6. "Hail Lenny" – (2:18)
7. "Raising Ukeleles" – (3:41)
8. "Dream of the Future" – (2:31)
9. "Shopping Arizona" – (2:46)
10. "Return to the Nursery" – (1:35)

## Accueil
Le film obtient de très bonnes critiques, recueillant 91 % de critiques positives, sur la base de 65 critiques collectées, sur le site internet Rotten Tomatoes. 